# De tweede sekse

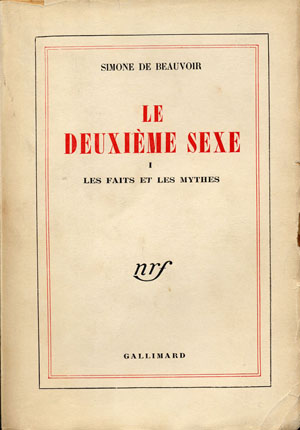
Oorspronkelijke omslag

De tweede sekse (originele Franse titel: Le Deuxième Sexe) is een essay, uitgebracht als tweedelig boek, dat Simone de Beauvoir op 41-jarige leeftijd schreef in 1949. Het is een van de bekendste werken van het feminisme en geldt als de oprichtingstekst voor de feministische beweging in Frankrijk. Tegenwoordig wordt het vaak gebruikt als referentie in feministische uiteenzettingen. Dit essay ligt aan de oorsprong van de bijnaam spirituele moeder van de tweede feministische golf die werd toegekend aan Simone de Beauvoir. De Nederlandse vertaling van Jan Hardenberg is van 1965 (eerste Nederlandse uitgave).

## Draagkracht
Dit essay was erg controversieel sinds zijn publicatie. De tweede sekse handelt over de verschillende oorzaken van de minderwaardigheid van de vrouw in de maatschappij en in bijna alle andere domeinen buitenshuis. Dit werk bevestigt dat het de mannen zijn die de wereld beheren en dat de vrouw, die zich met volle overgave probeert in te zetten voor haar huwelijk en haar kinderen, daarvoor aan vrijheid moet inboeten. Deze situatie is kortweg het gevolg van het feit dat zij zich niet in staat acht of dat zij niet alleen wil blijven wegens economische en/of sociale redenen. De maatschappij, de ouders, het geloof verklaren alle dat de vrouwen ondergeschikt zijn aan de mannen en dat zij een echtgenoot moeten hebben. De ontwikkeling van de vrouwen in vergelijking met die van de mannen en de wereld rondom hen toont hen en de maatschappij dat de vrouw niet dezelfde capaciteiten heeft als de man. Beauvoir heeft het over alle omstandigheden die de mensen ertoe aanzetten te geloven in de minderwaardigheid van de vrouwen.  Daarnaast bespreekt ze de gevolgen die dit met zich meebrengt in verband met de keuze van de vrouwen om te trouwen en hun eigen carrière op te geven.
Bovendien praat ze over het giftig geschenk dat huwelijk en kinderen voor de vrouwen meebrengen. Het zijn immers veel grotere verantwoordelijkheden voor hen dan voor hun mannen. Het is deels vanwege de rol die ze in huis vervullen, dat ze zich niet waar kunnen maken als individu buitenshuis. Meestal offert de vrouw haar carrière op, niet de man. Simone de Beauvoir vertelt over de algemene situatie van de vrouw en is er zich van bewust dat zowel de man als de vrouw verantwoordelijk is voor dit fenomeen. De vrouw zou immers haar carrière niet mogen opgeven voor haar gezin. De man zou, op zijn beurt, haar niet mogen stimuleren dat wel te doen. Meer nog: volgens haar zouden beide geslachten, in een wereld waar man en vrouw gelijkwaardig zijn, van meer vrijheid genieten. Ze benadrukt ook dat de vrouw minder afhankelijk zal zijn van haar echtgenoot, als hij haar toelaat een betekenisvolle carrière uit te bouwen.
In De tweede sekse zijn nog vele andere argumenten terug te vinden die de ongelijkheid tussen man en vrouw aantonen als gevolg van de verdeling van huishoudelijke taken en de geringe participatie van vrouwen in vele andere domeinen zoals arbeid en politiek. We zien bijvoorbeeld dat de hoogste functies voornamelijk weggelegd zijn voor mannen. Er bestaat dus nog steeds een ongelijkheid die men moet proberen te begrijpen om zo de toekomstsituatie te kunnen verbeteren. Le Deuxième Sexe is een werk dat de situatie van de vrouw bevraagt: het blijft een relevante analyse die de vrouwelijke identiteit ter discussie stelt.

## Engelse vertaling
Sinds 1953 hadden de Amerikanen en andere Engelstaligen toegang tot een zeer onvolledige vertaling (met naar schatting zo'n 15 tot 20 procent ontbrekende teksten). Howard Madison Parshley maakte deze vertaling in zeer korte tijd, op verzoek van uitgeverij Knopf. Simone de Beauvoir zelf was op de hoogte van die onvolledige vertaling en heeft Howard Madison Parshley er bij geholpen. Deze versie is toch een trans-Atlantisch succes geworden en lange tijd het referentieboek van de Amerikaanse feministen gebleven. Omstreeks de jaren 80 echter ondervonden de vrouwen zelf dat de vertaling onvolledig was en uitten hun verontwaardiging. Daarna kwam er een nieuwe vertaling door Constance Borde en Sheila Malovany-Chevallier die in april 2010 gepubliceerd werd in de Verenigde Staten.

## Kritiek
Er is veel kritiek op de aanname van De Beauvoir dat meisjes tot vrouwen gemaakt worden door hun opvoeding en socialisatie, al is die kritiek ook lange tijd taboe geweest. 

## Nederlandse vertaling
- Simone de Beauvoir, De tweede sekse, vert. Jan Hardenberg, 2 dln., 1965-1968 (later herzien door Jakob Mordegaai)

- Bibliothèque nationale de France: cb12048552t (data)
- Gemeinsame Normdatei: 4099129-5
- Library of Congress Control Number: no2016128952
- Nationale bibliotheek van Australië: 35489408
- Nationale Bibliotheek van Israël: 987007585865705171
- Nationale en Universitaire bibliotheek Zagreb: 000483448
- Système universitaire de documentation: 028703693
- Virtual International Authority File: 185451435